# Wang Yi (volleybollspelare)
Wang Yi, född 25 maj 1973, är en kinesisk före detta volleybollspelare. Hon blev olympisk silvermedaljör i volleyboll vid sommarspelen 1996 i Atlanta.